# ペドロ・レイエス
ペドロ・レイエス（Pedro Antonio Reyes González、1972年11月13日 - ）は、チリの元サッカー選手。元チリ代表。ポジションはディフェンダー。

## 来歴
1994年にチリ代表デビュー。1998 FIFAワールドカップ・南米予選では11試合に出場、4大会ぶりのワールドカップ出場権を獲得した。1998 FIFAワールドカップでは全4試合に出場した。
2000年にはオーバーエイジ枠でシドニーオリンピックに出場、銅メダルを獲得した。
2001年までに国際Aマッチ54試合に出場、4得点をあげた。

## 代表歴

### 出場大会
- チリ代表
  - 1998 FIFAワールドカップ

### 試合数
- 国際Aマッチ 54試合 4得点（1994年-2001年）[1]

| チリ代表 | 国際Aマッチ | 国際Aマッチ |
| 年       | 出場        | 得点        |
| -------- | ----------- | ----------- |
| 1994     | 4           | 0           |
| 1995     | 0           | 0           |
| 1996     | 3           | 0           |
| 1997     | 10          | 2           |
| 1998     | 10          | 0           |
| 1999     | 7           | 2           |
| 2000     | 10          | 0           |
| 2001     | 10          | 0           |
| 通算     | 54          | 4           |